# Esclerose difusa
A esclerose difusa, por vezes referida como  doença de Schilder, é uma doença neurodegenerativa rara que se manifesta través de pseudotumores em lesões desmielinizantes, que tornam o diagnóstico difícil. Normalmente tem início durante a infância, afectando sobretudo crianças entre os 5 e os 14 anos de idade, embora também existam casos em adultos.